# البرچتیس ناد والتاوو
البرچتیس ناد والتاوو (به لاتین: Albrechtice nad Vltavou) یک سکونتگاه مسکونی در جمهوری چک است که در Písek District واقع شده‌است.

## خصوصیات
البرچتیس ناد والتاوو ۶۱٫۹۸ کیلومترمربع مساحت و ۸۳۵ نفر جمعیت دارد و ۴۲۸ متر بالاتر از سطح دریا واقع شده‌است.